# Список Героев Социалистического Труда (Драгавцев — Дяченко)
Эта страница является частью списка Героев Социалистического Труда и перечисляет в алфавитном порядке лиц, удостоенных звания Героя Социалистического Труда, чьи фамилии начинаются с буквы «Д», от Драгавцев до Дяченко.
- Список не включает дважды и трижды Героев Социалистического Труда, а также лиц, лишённых этого звания.
- Список содержит информацию о датах жизни, роде деятельности и дате присвоения звания Героя.
- Герои, удостоенные звания посмертно, выделены в списке  серым цветом .
- Герои, сменившие фамилию после присвоения звания, приводятся в списках дважды, при этом строка с новой фамилией выделяется  бежевым цветом  и не имеет номера.

## Список людей, фамилии которых начинаются с «Д»
| Навигационная таблица | Навигационная таблица |
| --------------------- | --------------------- |
| «Д»                   | Дабаев — Дешунин      |
| «Д»                   | Джабаров — Дическул   |
| «Д»                   | Длимбетов — Дощечкин  |
| «Д»                   | Драгавцев — Дяченко   |

| Навигационная таблица | Навигационная таблица |
| --------------------- | --------------------- |
| «Д»                   | Дабаев — Дешунин      |
| «Д»                   | Джабаров — Дическул   |
| «Д»                   | Длимбетов — Дощечкин  |
| «Д»                   | Драгавцев — Дяченко   |